# Amina Benabderrahmane
Amina Benabderrahmane (24 de junio de 1991) es una deportista argelina que compite en lucha libre. Ganó una medalla de plata en el Campeonato Africano de Lucha de 2016.

## Palmarés internacional
| Campeonato Africano | Campeonato Africano | Campeonato Africano | Campeonato Africano |
| Año                 | Lugar               | Medalla             | Categoría           |
| ------------------- | ------------------- | ------------------- | ------------------- |
| 2016                | Alejandría (Egipto) | Medalla de plata    | 60 kg               |